# آچه تامیانگ ریجنسی
آچه تامیانگ ریجنسی (به لاتین: Aceh Tamiang Regency) در اندونزی است که در آچه واقع شده‌است.

## خصوصیات
آچه تامیانگ ریجنسی ۱٬۹۳۹ کیلومترمربع مساحت و ۲۳۴٬۶۱۱ نفر جمعیت دارد.